# Ensilado
El ensilado es un proceso de conservación del forraje basado en una fermentación láctica del pasto que produce ácido láctico y una disminución del pH por debajo de 5. Permite retener las cualidades nutritivas del pasto original mucho mejor que el henificado, pero precisa de mayores inversiones y conocimientos para conseguir un producto de calidad.
También se le denomina ensilado (o silo, o ensilaje) al propio forraje obtenido mediante este proceso. Así, entre los alimentos que suele recibir el ganado vacuno en invierno están el ensilado de maíz y el ensilado de hierba.
El ensilado es una de las dos principales maneras de almacenamiento y conservación de forrajes, que son:
- La vía seca, cuyo resultado es el heno. La conservación es posible gracias a la desecación, bien únicamente bajo la acción del sol (secado natural) o complementándose con aire caliente producido por quemadores que llevan a un porcentaje de humedad de alrededor del 15% en el forraje, lo que asegura su estabilidad.
- La vía húmeda, llamada «ensilado», que se aplica tanto a las gramíneas forrajeras como al maíz y, finalmente, a subproductos alimenticios como la pulpa de remolacha, los bagazos de cerveza, etc. Es difícil tener éxito con algunos forrajes como la alfalfa, bajos en azúcares y con alto contenido en nitrógeno soluble, que produce malos olores.

## Técnica

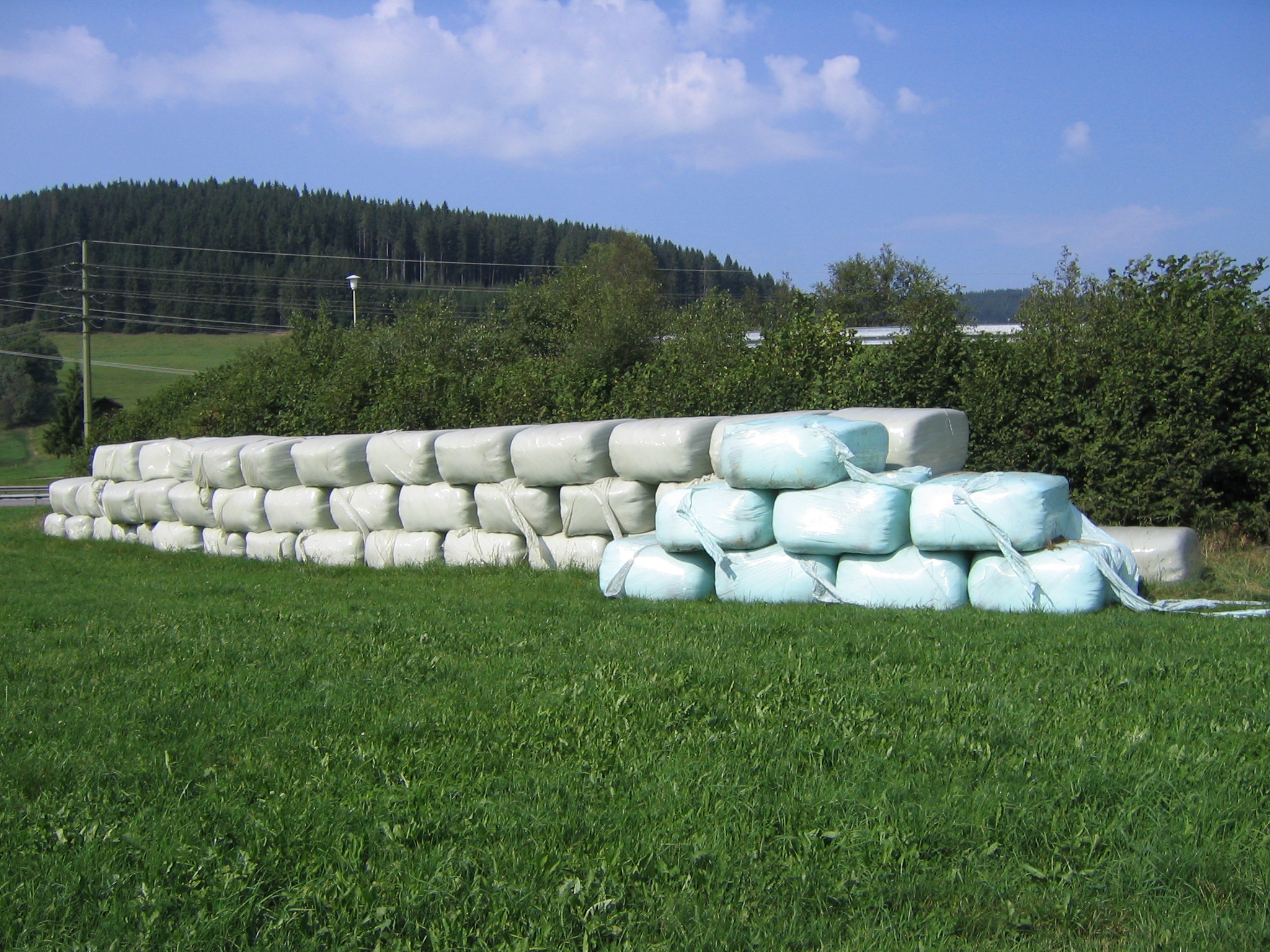
El ensilaje en balas de vegetales cubiertas con plástico tiende a sustituir la fermentación en silos.

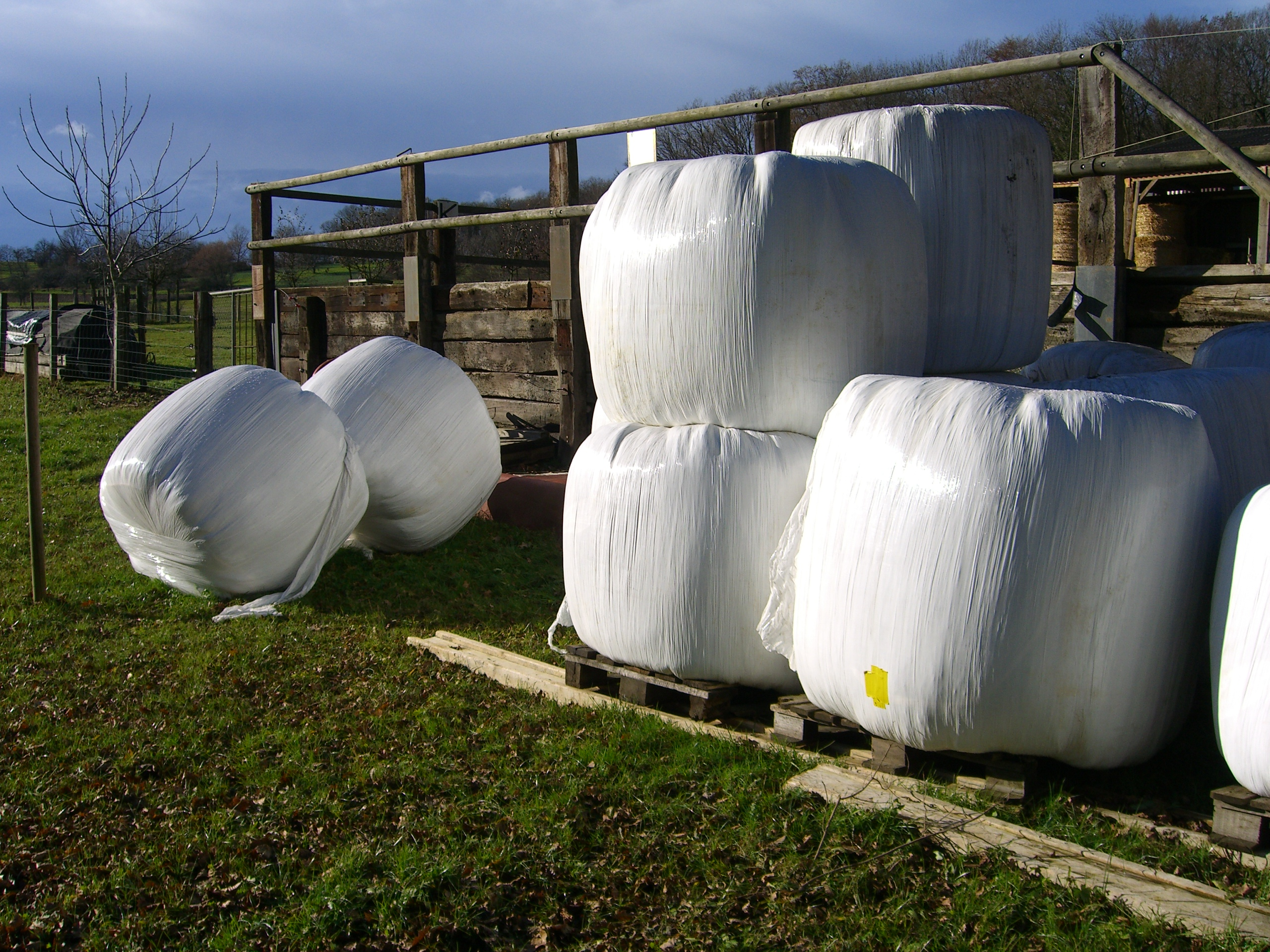
Con el plástico blanco se acumula menos calor y hace que los desgarros o agujeros sean más visibles (aquí, cerca de Basilea, Suiza).

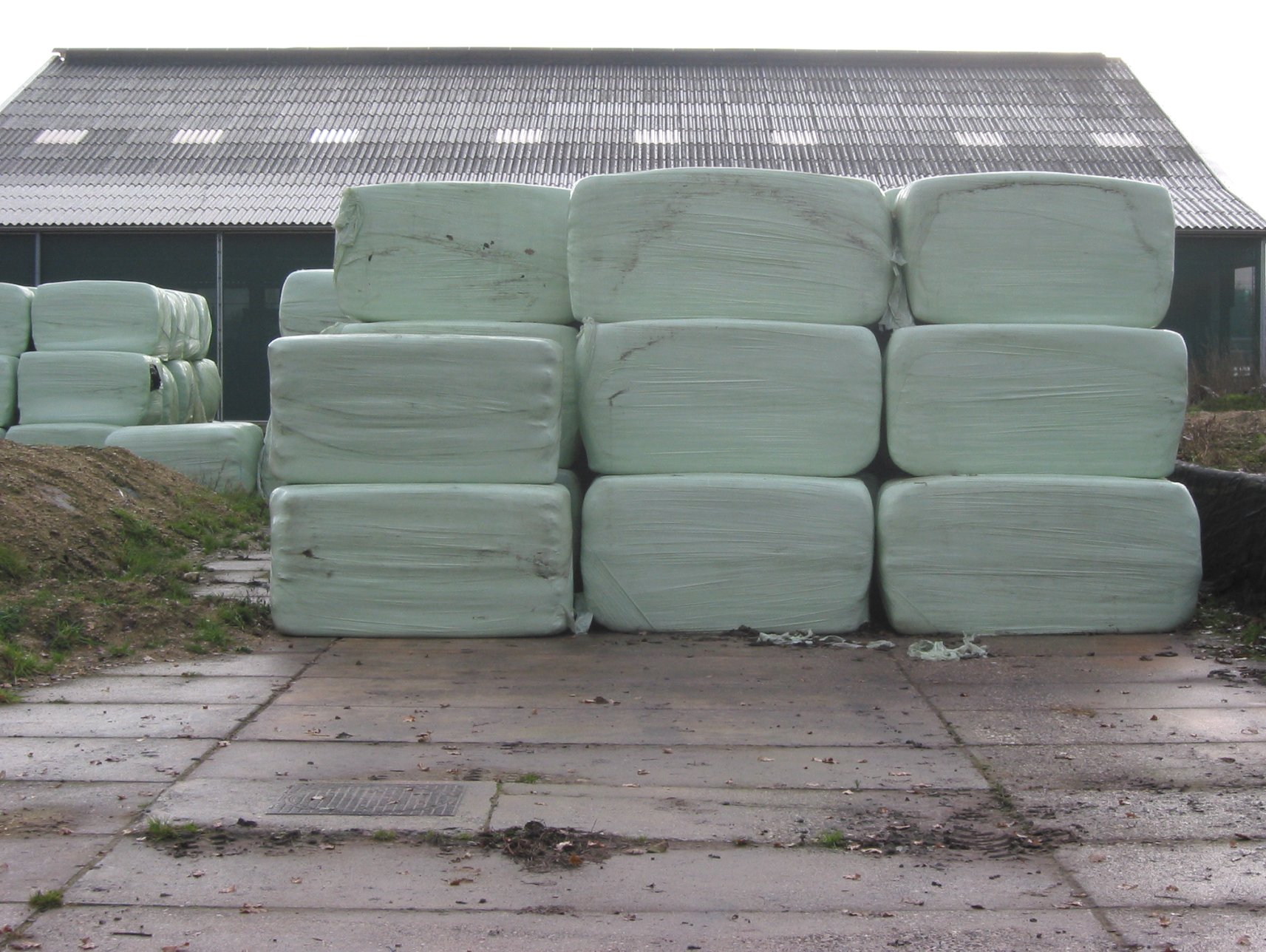
Las balas pueden ser rectangulares, optimizando el almacenamiento.

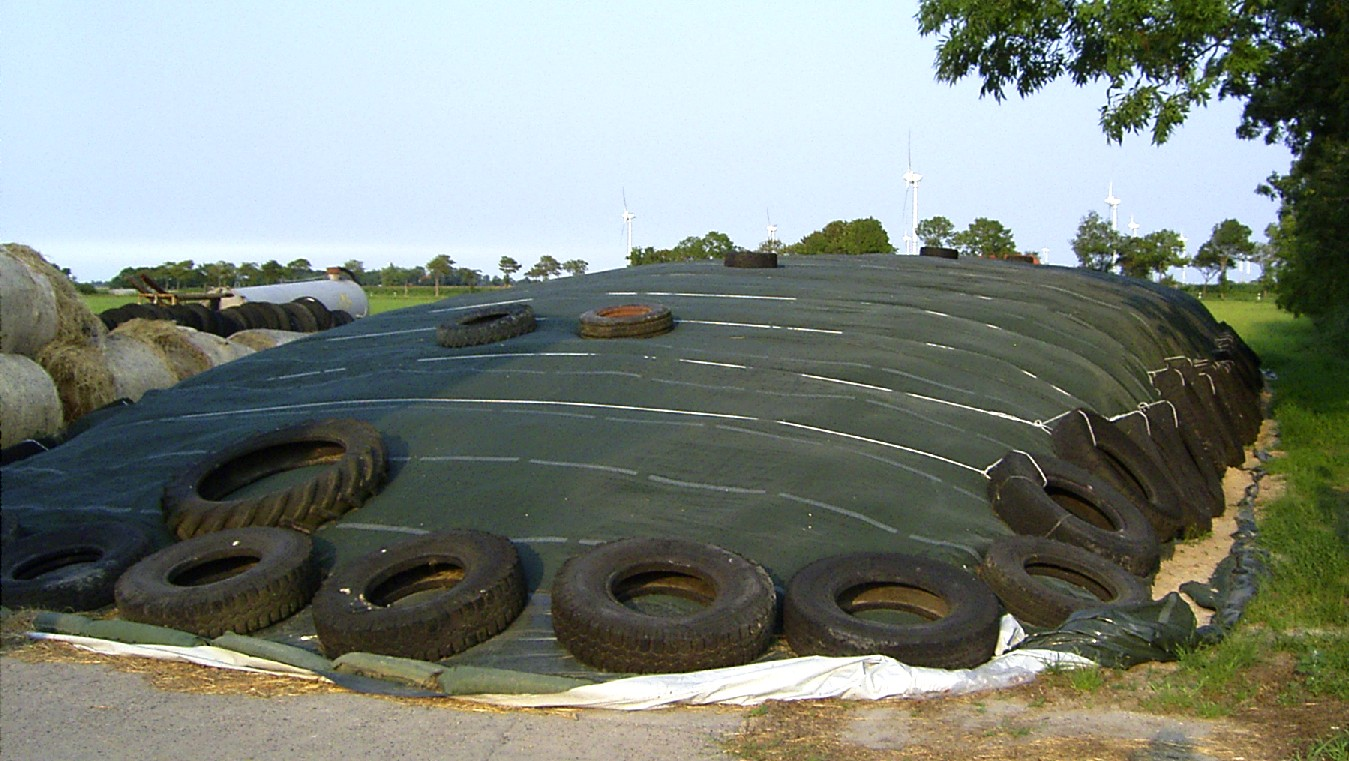
Silo semienterrado, comúnmente utilizados para la pulpa de remolacha.

Con alrededor del 50 % de materia seca, obtenemos el « haylage », cuya conservación implica silos torre para limitar el contacto con el aire. Es el espesor del conjunto lo que garantiza el anaerobismo (privación de aire u oxígeno). La técnica desarrollada en los Estados Unidos requiere una importante inversión (silo, mecanismo de désilage, soplador) y sigue siendo bastante poco común en Europa. Un efecto similar se obtiene hoy empacando en balas redondas (la anaerobiosis se consigue mediante el empacado con un plástico de cada bala redonda).
Por debajo del 40 % de materia seca, se puede hablar realmente de ensilaje. La técnica más utilizada es la de silo en corredor. El forraje se introduce picado en partículas cuya longitud será de unos pocos centímetros, se almacena en el fondo, en capas sucesivas sobre una zona entre dos muros de hormigón, y luego se compacta usando un tractor para expulsar el máximo aire intersticial y por último se pone en anaerobiosis definitiva recubriéndolo mediante una capa de polietileno.
La misma técnica se puede utilizar cuando no se tienen paredes para delimitar el silo (común para la pulpa de remolacha).
El porcentaje de materia seca varía ampliamente en el ensilaje, pero es posible establecer los valores óptimos para tratar de llegar a un forraje de mejor calidad.
En cuanto al maíz, el óptimo está entre el 30 y el 35% de materia seca. Es un valor obtenido por la maduración natural de la planta entera. En esta etapa, el contenido de azúcares solubles, el equilibrio entre el grano y el tallo, la facilidad de compactación y el desarrollo anaeróbico son más favorables. 
En cuanto a las gramíneas forrajeras y mezclas de hierbas leguminosas, sí son deseables valores similares, pocas veces es posible porque el contenido de materia seca de la hierba es sólo del 12 al 15 %.
Mediante un secado en el campo (prehenificado) se puede aumentar este nivel hasta un 20 o 25 %; este logro puede comportar riesgos debido a que requiere un mínimo de tres días soleados seguidos (lo que no siempre se logra a finales de abril o principios de mayo). En caso de imposibilidad, es posible el ensilado directo de gramíneas, pero un contenido de materia seca inferior al 20 % dará lugar a la pérdida de los jugos después de la construcción del silo. El ensilado de gramíneas forrajeras en primavera, si bien produce forrajes más ricos que el heno es también más difícil de llevar a la práctica. La riqueza en proteínas y en azúcares solubles disminuye muy rápidamente en primavera. Demorar la cosecha debido a condiciones climáticas desfavorables conduce a una disminución en la calidad del forraje.
En todos los casos, la producción de forraje de calidad está condicionada por el contenido de azúcares solubles, que son transformados en ácido láctico y propiónico, por las bacterias lácticas presentes de forma natural en el forraje, por la calidad de la compactación, por la rapidez de la formación del silo y por el desarrollo de la acidificación anaerobia.
Otro factor de calidad es el tamaño de los forrajes que se guardan. Los forrajes conservados de esta manera se destinan a la alimentación de los rumiantes. Forrajes demasiado cortos, sobre todo en lo que respecta al maíz (con una media inferior a un centímetro), no permite una buena rumia de los animales cuyo principal alimento es el ensilado y puede conducir a una alteración metabólica denominada acidosis.
En el caso de ensilado de bagazo o cebadilla de cerveza es importante dejarlo enfriar antes y muy recomendable mezclar con otros cereales o forrajes deshidratados.

## Aditivos autorizados
Un buen ensilado debe debe evitar la presencia de aire y favorecer la acidificación por acción de las bacterias lácticas. De lo contrario, pueden aparecer distintos tipos de hongos con consecuencias indeseables, como el tener que descartar alimento, la presencia de micotoxinas, problemas de fertilidad en los animales que lo consumen, reducciones en la producción láctea, enfermedades...
Por ello, además de las buenas prácticas de manejo, es habitual en los ensilados emplear aditivos, también llamados inoculantes, que son unos conservantes destinados a aumentar la rapidez de la acidificación, la estabilidad y la vida útil del ensilaje. Los hay de tres tipos:
- biológicos (bacterias lácticas seleccionadas, con o sin añadidos de azúcares solubles) aumentan la fermentación láctica. Ejemplos de ello son las cepas seleccionadas de Lactobacillus plantarum o inoculaciones que incluyen cepas de Lactobacillus buchneri, Enterococcus faecium y Pediococcus.
- ácido fórmico y diferentes sales ácidas que causan la acidificación artificial del forraje
- bacteriostáticas (cloruro de sodio, etc) que limitan el crecimiento de bacterias y la fermentación alcohólica durante el consumo de forraje para los animales

## Riesgos ambientales y sanitarios
El ensilado del forraje es un método de conservación biológico a menudo comparado con la fabricación de chucrut, sin embargo, las medidas de higiene no son las mismas. Dentro de los  potenciales riesgos asociados con los productos lácteos derivados de la alimentación con ensilaje forrajero están las esporas bacterianas anaeróbicas como el clostridium,  patógenos como la listeria y E. coli, pero también las micotoxinas. Riesgos que hay que limitar durante la elaboración de ensilaje:
- Riesgo de botulismo : relacionado con la posible presencia de cadáveres de animales en las balas de forraje o en el silo.
- Riesgo de intoxicación por toxinas fúngicas o bacterianas: Es un riesgo para los animales que consumen los productos de un ensilaje mal hecho (por ejemplo: las aflatoxinas).
- Riesgo de listeria en ensilado mal acidificado que permite el desarrollo de la bacteria (sobre todo en las explotaciones lecheras, especialmente si se producen quesos de leche cruda). También existe el riesgo de meningitis para el ganado vacuno joven alimentado con ensilado de maíz y sometido a estrés (condiciones de cría, cambio repentino de la dieta,...).
- Riesgo de producción de etanol tóxico para los rumiantes, por lo general después de una fermentación alcohólica permitida por el incorrecto sellado del silo o la lámina de plástico.
- Riesgo de presencia excesiva de bacterias butíricas, causada por la incorporación de tierra en el forraje durante la cosecha. Inocuas para los animales y para los seres humanos, son perjudiciales para la transformación del queso, y son responsables de malos sabores en los quesos suaves y de la hinchazón y el estallido de los quesos de pasta prensada y cocida tales como el Emmental. Estas bacterias pueden multiplicarse y formar esporas resistentes en los ensilajes contaminados, también observamos este fenómeno en las cosechas de heno con residuos de tierra, y que se han enmohecido.
- Riesgo de contaminación: El líquido producido por el ensilado de vegetales demasiado húmedos es ácido, corrosivo y contaminante oloroso, (de eutrofización elevada).
- Riesgo de saturnismo: los lixiviados de ensilaje, muy ácidos y corrosivos, pueden facilitar la migración y la biodisponibilidad de los contaminantes metálicos, incluido el plomo acumulado en el suelo, de los metales provenientes del silo.

Una forma de incrementar el nivel de seguridad sanitaria de los ensilajes es imponer mejores legislaciones respecto al uso adecuado de aditivos o ingredientes activos que mejoren la conservación del ensilaje.